# Jeanne-Marie Pouquet
Jeanne-Marie Pouquet (1874 - 1962) was een jeugdvriendin van Marcel Proust en publiceerde twee boeken in relatie tot Proust.

## Familie
Pouquet was de dochter van een wisselagent Eugène Pouquet en zijn vrouw Marie. Ze raakte bevriend met Gaston Arman de Caillavet en werd in 1893 zijn vrouw. Uit dit huwelijk werd een dochter geboren, Simone de Caillavet die trouwde met de Franse schrijver André Maurois, die een boek over Proust publiceerde. Als weduwe trouwde Pouquet met haar neef Maurice Pouquet.

## Leven en werk
Marcel Proust beweerde dat Pouquet na Marie Bénardaky de tweede grote liefde van zijn leven was. Hij werd aan de 15-jarige voorgesteld in de salon van mevrouw Arman de Caillavet née Léontine Lippmann (1844-1910), over welke salon Pouquet een boek publiceerde. Toen was ze al in het geheim verloofd met een zoon van de laatste, Gaston Arman Caillavet (1869-1915), journalist en auteur. Proust had nauw contact met beide 'verloofden'. Proust leek Pouquet eerder bevriend te houden vanwege haar relatie met haar verloofde Gaston. Pouquet was minder opgezet met de relatie tot Proust hetgeen mede blijkt uit het feit dat zij het grootste deel van de brieven van Proust aan haar verbrandde.
Voor Proust gold dus heel iets anders. Zij inspireerde hem als model voor Gilberte in zijn romancyclus À la recherche du temps perdu. Aan de andere kant vroeg zij hem inlichtingen voor haar boek Le salon de Madame Arman de Carvaillet.
Naast de publicatie over de salon van haar schoonmoeder publiceerde Pouquet ook enkele brieven van Marcel Proust.